# Darko Šuković
Darko Šuković (1. ožujka 1963., Pavino Polje - Bijelo Polje) crnogorski novinar, vlasnik i glavni i odgovorni urednik Radija Antena M i Portala Antena M, te voditelj Žive istine, političkog TV talk showa.

## Karijera
Diplomirao je na Pravnom fakultetu u Podgorici.
Novinarsku karijeru započeo 1988. na Radiju Titograd (sada Radio Crne Gore). Od 1990. glavni urednik magazina Krug, prvog nezavisnog političkog glasila u Crnoj Gori, a 1991. novinar u nezavisnom tjedniku Monitor.
Od 1994. do 1996. glavni urednik Antene M, prve crnogorske nezavisne informativno-političke radio postaje.
U razdoblju 1998. – 2001. zamjenik glavnog urednika Televizije Crne Gore.
Od 1. listopada 2001. ponovno u Radiju Antena M, gdje je ravnatelj, urednik i većinski vlasnik.
2016. utemeljio i Portal Antena M.

## Živa istina
Darko Šuković je autor i voditelj Žive istine, crnogorskog TV talk showa.
Živa istina pokrenuta je 2002. i emitira se neprekidno, do danas, najprije na Televiziji IN, zatim TV Atlas, TV Prva, a od 2018. na RTCG.